# Like Toy Soldiers
Like Toy Soldiers xuất hiện lần đầu trong album 'Encore' của Eminem được phát hành vào ngày 12 tháng 11 năm 2004. Bài hát đề cập những mối thù diễn ra trong ngành Hip Hop và cách những mối thù đó dẫn đến việc kết liễu cuộc đời những nghệ sĩ, so sánh những mối thù này với một chiến trường mà trong đó Eminem và các nghệ sĩ khác chỉ là những chú lính đồ chơi, đồng thời tưởng nhớ đến những người mà Eminem tôn trọng và quý mến như là Big L, Bugz, Biggie và 2Pac. Bài hát theo hình mẫu bài hát năm 1989 "Toy Soldiers" bởi Martika và chủ đề từ phim năm 1972 The Hot Rock. Bài hát đã đạt vị trí 34 trên bảng xếp hạng Billboard Hot 100, số 1 ở Vương quốc Anh và Top 10 ở nhiều nước châu Âu cũng như Úc và New Zealand.